# Charlotte Culty
Charlotte Culty est une rameuse française, née le 22 septembre 1989. Elle est licenciée à la Société nautique d'Avignon depuis 2001. Elle fait partie du Pôle France Nancy et de l'équipe de France Senior femme poids léger B

## Palmarès

### Championnats du monde d'aviron
- 2007
  -  Médaille d'argent en solo Championnats du monde d'aviron de mer 2007 à Mandelieu [2]. Elle n'était que junior lors de sa participation à ces championnats du monde senior.

### Championnats du monde -23ans d'aviron
- 2009
  - 7e en quatre de couple poids léger au Championnat de Monde des moins de 23 ans à Racice  République tchèque

- 2010
  -  Médaille de bronze en quatre de couple poids léger au Championnat de Monde des moins de 23 ans à Brest  Biélorussie[3]

- 2011
  -  Médaille d'argent en quatre de couple poids léger au Championnat du Monde des moins de 23 ans à Amsterdam  Pays-Bas[3]

### Championnats de France d'aviron
- 2008
  -  Médaille d'argent en solo Championnats de France d'aviron de mer à Arcachon (Gironde)

- 2009
  -  Médaille d'or en deux de couple poids légers Championnats de France d'aviron de mer à Aiguebelette
  - 4e en skiff poids léger au Championnat de France à Cazaubon (Gers)

- 2010
  - 4e en skiff poids léger au Championnat de France à Cazaubon (Gers)
  - 4e en quatre de couple au Championnat de France au Creusot (Saône-et-Loire)

- 2011
  -  Médaille de bronze en skiff poids léger au Championnat de France à Aiguebelette
  - 4e en quatre de couple au Championnat de France à Brive-la-Gaillarde

- 2012
  - 5e en skiff poids léger au Championnat de France à Cazaubon

### Coupe de France d'aviron
- 2010
  -  Médaille de bronze en quatre de couple à la Coupe de France à Bourges (Cher)

- 2011
  - 5e en quatre de couple à la Coupe de France à Gérardmer

- 2012
  -  1re en quatre de couple à la Coupe de France à Vichy[4]

## Pour en savoir plus